# Чапар-Порд
Чапар-Порд (перс. چپرپرد) — село в Ірані, у дегестані Хаджі-Бекенде-Хошкебіджар, у бахші Хошкебіджар, шагрестані Решт остану Ґілян. За даними перепису 2006 року, його населення становило 925 осіб, що проживали у складі 265 сімей.

## Клімат
Середня річна температура становить 14,18°C, середня максимальна – 28,07°C, а середня мінімальна – -0,77°C. Середня річна кількість опадів – 1169 мм.
| Клімат поселення                              | Клімат поселення | Клімат поселення | Клімат поселення | Клімат поселення | Клімат поселення | Клімат поселення | Клімат поселення | Клімат поселення | Клімат поселення | Клімат поселення | Клімат поселення | Клімат поселення | Клімат поселення |
| Показник                                      | Січ.             | Лют.             | Бер.             | Квіт.            | Трав.            | Черв.            | Лип.             | Серп.            | Вер.             | Жовт.            | Лист.            | Груд.            |                  |
| Середній максимум, °C                         | 8,24             | 8,67             | 11,69            | 17,30            | 21,78            | 25,33            | 28,07            | 27,87            | 24,80            | 20,73            | 15,88            | 11,40            |                  |
| Середня температура, °C                       | 3,73             | 4,16             | 7,18             | 12,80            | 17,29            | 20,80            | 23,96            | 23,78            | 20,70            | 16,63            | 11,78            | 7,31             |                  |
| Середній мінімум, °C                          | −0,77            | −0,33            | 2,69             | 8,30             | 12,76            | 16,30            | 19,90            | 19,69            | 16,60            | 12,55            | 7,68             | 3,20             |                  |
| Норма опадів, мм                              | 118              | 94               | 86               | 45               | 44               | 29               | 29               | 61               | 132              | 207              | 181              | 143              |                  |
| Середньомісячна швидкість вітру, м/с          | 2.35             | 2.42             | 2.40             | 2.46             | 2.43             | 2.70             | 2.61             | 2.40             | 2.23             | 2.16             | 2.08             | 2.10             |                  |
| Середньомісячна сонячна радіація, кДж/м²·день | 6797             | 8911             | 10919            | 15669            | 20033            | 22422            | 23153            | 19515            | 15780            | 10738            | 8463             | 6529             |                  |
| --------------------------------------------- | ---------------- | ---------------- | ---------------- | ---------------- | ---------------- | ---------------- | ---------------- | ---------------- | ---------------- | ---------------- | ---------------- | ---------------- | ---------------- |
| Джерело:                                      |                  |                  |                  |                  |                  |                  |                  |                  |                  |                  |                  |                  |                  |